# Nemanja Miletić
Nemanja Miletić (Servisch: Немања Милетић) (Mitrovicë, 16 januari 1991) is een Servisch voetballer die bij voorkeur als rechtsback speelt.
Hij tekende in 2017 bij FK Partizan.

## Clubcarrière
Miletić speelde in Servië bij FK Sloga Kraljevo, Borac Čačak en FK Vojvodina. In totaal speelde hij zestien competitieduels voor Vojvodina, waarin hij eenmaal tot scoren kwam. In 2016 tekende hij bij KVC Westerlo. Op 10 september 2016 debuteerde de Serviër in de Jupiler Pro League tegen KV Kortrijk.

## Clubstatistieken
| Seizoen | Club              | Land   | Competitie         | Wed. | Doelp. |
| ------- | ----------------- | ------ | ------------------ | ---- | ------ |
| 2009/10 | FK Sloga Kraljevo | Servië | Prva Liga          | 2    | 0      |
| 2010/11 | FK Sloga Kraljevo | Servië | Srpska Liga        | 28   | 2      |
| 2011/12 | FK Sloga Kraljevo | Servië | Prva Liga          | 31   | 0      |
| 2012/13 | FK Sloga Kraljevo | Servië | Prva Liga          | 26   | 0      |
| 2013/14 | FK Sloga Kraljevo | Servië | Prva Liga          | 26   | 1      |
| 2014/15 | FK Borac Čačak    | Servië | Superliga          | 16   | 0      |
| 2015/16 | FK Borac Čačak    | Servië | Superliga          | 20   | 1      |
| 2015/16 | FK Vojvodina      | Servië | Superliga          | 12   | 1      |
| 2016/17 | FK Vojvodina      | Servië | Superliga          | 4    | 0      |
| 2016/17 | KVC Westerlo      | België | Jupiler Pro League | 20   | 0      |
| 2017/18 | FK Partizan       | Servië | Superliga          | 33   | 0      |
| 2018/19 | FK Partizan       | Servië | Superliga          | 28   | 3      |
| Totaal  | Totaal            | Totaal | Totaal             | 246  | 8      |